# Manfred Schuller
Manfred Schuller (* 1953 in München) ist ein deutscher Bauforscher und Universitätsprofessor.
Nach dem Abitur studierte Schuller 1975–1980 Architektur an der Technischen Universität in München (Diplom 1981) und parallel 1976–1979 Klassische Archäologie und Kunstgeschichte an der Ludwig-Maximilians-Universität München. Für seine Promotion im Fach Baugeschichte und Bauforschung bei Gottfried Gruben erhielt er den Preis der Freunde der TUM.
1986 wurde er Professor für Bauforschung und Baugeschichte an der Universität Bamberg, wo er vor allem das Aufbaustudium Denkmalpflege (seit 2003 Masterstudium) betreute. 1997–1998 war er Dekan und 1999–2002 Prodekan der Fakultät Geschichts- und Geowissenschaften, 1999–2000 Senator der Universität. Von 2002 bis 2005 fungierte er als Bamberger Sprecher des Graduiertenkollegs „Kunstwissenschaft – Bauforschung – und Denkmalpflege“ der Universität Bamberg und der TU Berlin.
Am 1. März 2006 wurde er zum Lehrstuhlinhaber für Baugeschichte, historische Bauforschung und Denkmalpflege an der TU München berufen.
Seine Forschungsschwerpunkte überspannen weite Bereiche der Architektur- und Bautechnikgeschichte wie griechische Tempel, mittelalterliche Kathedralen, venezianische Kirchen und Paläste, barocke Gartenanlagen und Dachwerke aller Zeiten.

## Schriften
- Die Kaskade von Schloß Seehof. Arbeitshefte des Bayerischen Landesamtes für Denkmalpflege 29. 1986.
- Der Artemistempel im Delion auf Paros. Denkmäler antiker Architektur: 18/1. De Gruyter Berlin, 1991.
- Das Fürstenportal des Bamberger Domes. Bayerische Verlagsanstalt, Bamberg, 1993.
- Der Dom zu Regensburg – Vom Bauen und Gestalten einer gotischen Kathedrale. Verlag Friedrich Pustet, Regensburg 1995. Zusammen mit Achim Hubel unter Mitarbeit von Friedrich Fuchs und Renate Kroos.
- Regensburger Dom. Das Hauptportal. Mittelbayerischer Verlag Regensburg, Regensburg 2000. Zusammen mit Achim Hubel.
- Building Archaeology. ICOMOS, International Council on Monuments and Sites VII, München 2002.
- 800 Jahre Bamberger Dachwerke. Bamberg 2004. Zusammen mit Thomas Eißing und Michael Scheffold (Hrsg.: Baureferat der Stadt Bamberg).
- Der Regensburger Dom. Schnell und Steiner, Regensburg 2008. Zusammen mit Achim Hubel.
- Das Neue Museum in Berlin. Ein denkmalpflegerisches Plädoyer zur ergänzenden Wiederherstellung. Beiträge zur Denkmalpflege in Berlin, Heft 1, 1994 mit E. Badstübner, H. Dorgerloh, A. Gebeßler, G. Mader, F. Reichwald, W. Wolters.
- Mißachtet, Vergessen, Vernichtet..... Historische Bautechnik und die Qualität des Details. in: Monumental. Festschrift für Michael Petzet zum 65. Geburtstag am 12. April 1998, München 1998, S. 157–176.
- Le facciate dei Palazzi medioevali a Venezia. Le facciate medioevali del Palazzo Ducale a Venezia. in: L’ Architettura Gotica Veneziana, Hrsg.: Francesco Valcanover und Wolfgang Wolters;Venezia 2000, S. 281–350 und S. 351–432. In: L’ Architettura Gotica Veneziana, Hrsg.: Francesco Valcanover und Wolfgang Wolters; Venezia 2000.
- Rilievi e risultati delle indagini della Bauforschung in: Santa Maria dei miracoli a Venezia. Hrsg. Mario Piana und Wolfgang Wolters, Venezia 2003, S. 327–384.